# Гасанов, Рашад Мухаммед оглы
Рашад Мухаммед оглы Гасанов (азерб. Rəşad Məhəmməd oğlu Həsənov; род. 1973) — судья Верховного суда Азербайджана (с 2024).

## Биография
Родился в 1973 году. В 1995 году окончил юридический факультет Бакинского государственного университета. 
С 1989 по 1990 год являлся инспектором по кадрам Дивичинского завода по переработке винограда. 
С 1990 по 1992 год являлся начальником административно-хозяйственного отдела треста «Аграрное сельское жилищное коммунальное хозяйство».
С 1992 по 1996 год являлся лаборантом Научно-исследовательского института проблем криминалистики, криминологии и судебной экспертизы Азербайджана. С 1996 года являлся младшим научным сотрудником, с 1996 по 1998 год научным сотрудником, с 1998 по 2001 год старшим научным сотрудником, с 2001 года исполняющим обязанности начальника отдела данного НИИ.
С 2004 по 2005 год являлся помощником по юридическим вопросам посольства Азербайджана в США.
С 28 июля 2007 года по 21 декабря 2018 года являлся судьёй Хазарского районного суда.
С 21 декабря 2018 года по 2020 год являлся судьёй Низаминского районного суда.
С 5 мая 2020 года по 2024 год являлся судьёй Бакинского Апелляционного суда.
С 2023 по 2024 год находился в командировке в Европейском суде по правам человека.
Судья Коллегии по гражданским делам Верховного суда Азербайджана (с 8 октября 2024).